# Naples (Florida)
Naples je město ve Spojených státech amerických. Nachází se v okrese Collier County ve státě Florida. Ve městě žije přibližně 19 tisíc obyvatel a jeho rozloha činí 42,5 km². Město bylo založeno roku 1886. Leží v jihozápadní části státu západně od Miami a jižně od Fort Myers.
Typické je zejména pro svá golfová hřiště, písčité pláže a drahé nemovitosti. Město samo sebe označuje jako „hlavní město světa golfu“, přičemž ve městě je jeden z největších podílů golfových jamek na obyvatele v USA. Vysoké procento populace obyvatel tvoří senioři, kteří do města a jeho okolí cestují na klidný důchod. V roce 2020 tvořili 89 % obyvatel běloši. V roce 1969 se zde otevřela Zoo v Naples.

## Rodáci
- Dominic Fike (* 1995)

## Partnerská města
- Neapol, Itálie